# خالد صبار
خالد صبار (انگلیسی: Khalid Mohammed Sabbar؛ زادهٔ ۲۳ فوریهٔ ۱۹۷۳) یک بازیکن فوتبال اهل عراق است.
از باشگاه‌هایی که در آن بازی کرده‌است می‌توان به الزورا، الشرطه، اربیل، الرمادی، و تیم ملی فوتبال عراق اشاره کرد.
وی همچنین در تیم ملی فوتبال تیم ملی فوتبال عراق بازی کرده است.